# Windows Vista
Windows Vista (tên mã là Longhorn) là một hệ điều hành của Microsoft, là một phần của họ hệ điều hành Windows NT. Sử dụng cho máy tính cá nhân, trong đó có máy tính để bàn của các gia đình và doanh nghiệp, máy tính xách tay, máy tính bảng và máy tính giải trí gia đình. Trước khi có thông báo chính thức ngày 22 tháng 7 năm 2002 Windows Vista được biết đến với tên mã "Longhorn". Quá trình phát triển hoàn tất vào ngày 8 tháng 11 năm 2006, và trong ba tháng sau đó, Windows Vista được phát hành lần lượt cho các hãng sản xuất phần cứng và phần mềm máy tính, các người dùng doanh nghiệp và các kênh bán lẻ. Vào ngày 30 tháng 1 năm 2007, hệ điều hành này được phát hành trên toàn cầu và có thể đăng ký mua và tải về từ trang web của Microsoft.
Các tính năng mới của Windows Vista bao gồm giao diện người dùng đồ họa cải tiến với một kiểu giao diện mới có tên gọi Aero, một công cụ tìm kiếm mới có tên Windows Search, kết nối mạng âm thanh, in ấn và hiển thị được thiết kế lại, và một số tiện ích đa phương tiện mới trong đó có Windows DVD Maker. Vista hướng tới mục tiêu cải tiến việc giao tiếp giữa các máy tính trong một mạng gia đình lên một tầm cao mới, sử dụng công nghệ ngang hàng để đơn giản hoá việc chia sẻ các tập tin và phim ảnh giữa các máy tính và thiết bị. Windows Vista ngoài ra còn có .NET Framework phiên bản 3.0, cho phép các nhà phát triển phần mềm viết ứng dụng mà không cần đến bộ Windows API truyền thống.
Mục tiêu chủ yếu của hệ điều hành Windows Vista được Microsoft tuyên bố là cải thiện khả năng bảo mật của hệ điều hành Windows.
Một trong những vấn đề bị chỉ trích về Windows XP và các hệ điều hành trước đó là các lỗ hổng bảo mật dễ bị khai thác và khả năng chống chọi yếu kém nói chung với malware, virus và sự tràn bộ đệm. Đáp lại những chỉ trích này, đầu năm 2002, chủ tịch Microsoft Bill Gates đã tuyên bố "kế hoạch Trustworthy Computing" trên toàn công ty, nhằm tích hợp các vấn đề bảo mật vào mọi khía cạnh của việc phát triển phần mềm. Microsoft tuyên bố họ ưu tiên của thiện vấn đề bảo mật của Windows XP và Windows Server 2003 trên việc hoàn thiện Windows Vista, khiến dự án hệ điều hành mới này hoàn thành muộn hơn.

## Quá trình phát triển

### Dưới tên gọi Longhorn

Logo Longhorn, được sử dụng trong các giai đoạn phát triển quan trọng và các phiên bản tiền beta từ năm 2002 đến 2004

Microsoft bắt đầu phát triển Windows Vista, được biết đến với tên mã Longhorn lúc bấy giờ, vào tháng 5 năm 2001, năm tháng trước khi phát hành Windows XP. Ban đầu nó được hy vọng sẽ bắt đầu bán ra vào cuối năm 2003 như một bước đệm nhỏ giữa Windows XP và Blackcomb, thời đó được dự kiến sẽ là hệ điều hành quan trọng tiếp theo của công ty. Dần dần, "Longhorn" được tích hợp nhiều tính năng và công nghệ quan trọng dự kiến cho Blackcomb, khiến thời điểm phát hành của nó bị lùi lại vài lần. Nhiều nhà phát triển của Microsoft được điều chuyển lại để phát triển các bản cập nhật bảo mật cho Windows XP và Windows Server 2003. Đối mặt với nhiều lần trì hoãn và lo ngại về vấn đề tràn tính năng, Microsoft tuyên bố vào ngày 27 tháng 8 năm 2004 rằng họ đã thay đổi kế hoạch. Dự án Longhorn ban đầu, dựa trên mã nguồn của Windows XP, bị huỷ bỏ, và quá trình phát triển Longhorn bắt đầu lại từ đầu, dựa trên cơ sở mã của Windows Server 2003 Service Pack 1, và chỉ đưa vào các tính năng được dự kiến cho một lần ra mắt hệ điều hành chính của hãng. Một số tính năng từng được tuyên bố trước đó như WinFS bị loại bỏ hoặc trì hoãn, và một phương pháp phát triển phần mềm mới có tên gọi Security Development Lifecycle được tích hợp nhằm giải quyết các vấn đề với cơ sở mã của Windows, vốn được lập trình bằng ngôn ngữ C, C++ và Assembly.
Các giai đoạn phát triển ban đầu của Longhorn được miêu tả là các bản cập nhật và cải tiến cho Windows XP. Trong thời gian này, Microsoft khá kín tiếng về dự án này, bởi việc quảng cáo và tiếp thị chủ yếu tập trung vào Windows XP và Windows Server 2003, phát hành tháng 4 năm 2003. Các bản build của Longhorn thỉnh thoảng bị rò rỉ trên các mạng chia sẻ tập tin như IRC, BitTorrent, eDonkey và nhiều trang newsgroup, và do đó phần lớn những gì công chúng biết được về các bản build trước khi quá trình phát triển dự án Longhorn được chính thức phê chuẩn vào tháng 5 năm 2003 là dựa vào các bản build này.
Sau vài tháng tương đối ít tin tức từ Microsoft về Longhorn, Microsoft phát hành bản Build 4008, xuất hiện trên Internet khoảng ngày 28 tháng 2 năm 2003. Nó cũng được bí mật chuyển đến một số nhà phát triển phần mềm có chọn lọc. Là phiên bản mang tính cách mạng so với build 3683, Build 4008 có nhiều cải tiến nhỏ, bao gồm giao diện "Plex" xanh cải tiến và một trình cài đặt hệ điều hành giản tiện hơn dựa trên ảnh đĩa Windows (Windows Image) vốn hoạt động trong chế độ đồ hoạ ngay từ đầu, và thời gian cài đặt chỉ bằng khoảng một phần ba so với Windows XP trên máy tính có cùng cấu hình phần cứng. Một "taskbar mới" tuỳ chọn được giới thiệu, vốn có bề rộng nhỏ hơn các bản build trước đây và hiển thị thời gian cũng khác biệt.
Tuy nhiên, điểm khác biệt lớn nhất cả về giao diện và chức năng lại nằm ở Windows Explorer. Việc tích hợp giao diện Plex khiến xanh nước biển trở thành gam màu chủ đạo của cả ứng dụng. Thanh công cụ bên trái theo phong cách của Windows XP hầu như bị thay thế hoàn toàn bằng một thanh ngang lớn nằm ngay dưới các thanh công cụ (thanh địa chỉ và thanh tìm kiếm). Giao diện tìm kiếm mới cũng được giời thiệu cho phép lọc kết quả tìm kiếm, tìm kiếm trong danh mục trợ giúp Windows và các chuỗi tìm kiếm ngôn ngữ tự nhiên vốn dự định tích hợp với WinFS. Nhân vật tìm kiếm hoạt hình (chú chó) cũng bị loại bỏ. Thanh tuỳ chọn "chế độ xem" (view) cũng bị thay thế bằng một thanh trượt duy nhất cho phép thay đổi kích cỡ các biểu tượng trong thời gian thực; hoặc xem kiểu danh sách, kiểu chi tiết hay kiểu biểu tượng thumbnail, tuỳ thuộc vào vị trí của thanh trượt. Metadata của các tập tin cũng dễ thấy hơn và dễ sửa đổi hơn, cho phép thêm các thông tin còn thiếu một cách chủ động và đơn giản. Một điểm đáng chú ý khác là sự chuyển đổi Windows Explorer thành một ứng dụng .NET.
Hầu hết các bản build của hệ điều hành Longhorn và Vista đều có thể nhận ra bởi một dòng chữ luôn xuất hiện ở góc dưới bên phải màn hình. Một dòng chữ điển hình như vậy thường có dạng "Longhorn Build 3663.Lab06_N.020728-1728". Không phải cứ số build cao có nghĩa là phiên bản đó chứa tất cả các tính năng mới nhất từ mọi nhóm phát triển của Microsoft. Thông thường, mỗi nhóm làm việc với một tính năng hay một hệ con khác nhau sẽ tự tạo ra số build của riêng họ, và khi mã nguồn của tính năng đó đã ổn định, tính năng sẽ được tích hợp trở lại bộ khung gốc của hệ điều hành. Tại Microsoft có một số "phòng thí nghiệm build", ở đó sẽ có một nhóm ghép nối các tính năng, công cụ khác nhau thành một phiên bản Windows hoàn chỉnh. Tên phòng thí nghiệm sản xuất ra bản build đó được đưa vào dòng chữ này, theo sau đó là ngày giờ bản build được tạo ra. Một số bản build (như Beta 1 và Beta 2) chỉ hiển thị dòng chữ tên build trong hộp thoại thông tin phiên bản (Winver). Các biểu tượng sử dụng trong các bản build này vẫn lấy từ Windows XP.

### Khoảng dừng
Đến năm 2004, Vista đã trở nên rõ ràng để các nhóm Windows tại Microsoft rằng họ đã mất đi tầm nhìn về những gì cần phải được thực hiện để hoàn thành các phiên bản tiếp theo của Windows. Về nội bộ, một số nhân viên của Microsoft đã mô tả các dự án như Longhorn "Một Cairo khác" hoặc "Cairo.NET", đề cập đến dự án phát triển Cairo mà công ty bắt tay vào làm trong nửa đầu của năm 1990 và đã không thểt tạo nên một hệ điều hành thực thụ (mặc dù gần như tất cả các công nghệ được phát triển trong thời gian đó đã được đưa vào Windows 95 và Windows NT. Microsoft đã thật sự bị sốc vào năm 2005 do sự phát hành Mac OS X Tiger của Apple. Nó chỉ có một tập hợp hạn chế về các tính năng trên Longhorn, đặc biệt là tìm kiếm tập tin nhanh, đồ họa tích hợp và xử lý âm thanh, nhưng dường như có độ tin cậy và hiệu suất ấn tượng hơn nhiều so với Longhorn lúc đó. Hầu hết các build của Longhorn đã rò rỉ file Explorer.exe đã khiến hệ điều hành gặp một loạt lỗi, thêm vào đó, các build về sau lại chứa rất nhiều mã đang được phát triển nhưng không đạt được sự ổn định như mong đợi.
Vào ngày 23 Tháng chín 2005 ở bài báo trang nhất trên The Wall Street Journal, Microsoft đồng chủ tịch Jim Allchin, người có trách nhiệm tổng thể cho sự phát triển và phân phối của Windows, giải thích việc sự phát triển của Longhorn  "sa vào vũng lầy" như thế nào, do phần lớn các phương pháp đều lộn xộn bởi những tính năng đã được giới thiệu và tích hợp vào lõi của hệ điều hành mà không hề có một mục tiêu rõ ràng là tạo ra một sản phẩm cuối cùng. Allchin đã tới để giải thích việc làm thế nào mà trong tháng 12 năm 2003, ông lại tranh thủ được sự giúp đỡ của hai giám đốc điều hành khác cao cấp, Brian Valentine và Amitabh Srivastava, các cựu nhân viên có kinh nghiệm với phần mềm tại Microsoft, đáng chú ý nhất là Windows Server 2003, và sau khi đã trải sự nghiệp của mình tại Microsoft, nghiên cứu và phát triển các phương pháp sản xuất các hệ thống kiểm tra chất lượng cao. Srivastava đã thuê một đội ngũ kiến trúc cốt lõi để vạch ra toàn bộ kế hoạch về Windows, và chủ động làm việc với mục đích quá trình phát triển đó sẽ thúc đẩy chất lượng mã, đồng thời làm giảm sự phụ thuộc lẫn nhau giữa các thành phần, và nói chung, "không làm cho mọi việc tồi tệ hơn với Vista". Kể từ khi Microsoft quyết định rằng Longhorn cần được tiếp tục thành phần hóa, công việc bắt đầu vào dự án Omega-13, nơi họ sẽ thành phần hóa mã nguồn Windows Server 2003, sau đó thêm dần dần các tính năng vào. Longhorn tương lai sẽ được xây dựng bằng cách bắt đầu từ Windows Server 2003 Service Pack 1.
Sự thay đổi này, công bố trong nội bộ để nhân viên của Microsoft vào ngày 26 Tháng Tám năm 2004, bắt đầu một cách nghiêm túc vào tháng Chín, mặc dù nó sẽ mất vài tháng nữa trước khi quá trình phát triển mới và xây dựng phương pháp sẽ được sử dụng bởi tất cả các đội phát triển. Một số lời phàn nàn đến từ các nhà phát triển cá nhân, và Bill Gates mình, rằng quá trình phát triển mới sẽ là tốn khó khăn để làm việc bên trong.

### Chính thức mang tên Windows Vista
Đến đầu tháng 7 năm 2005, công ty đã xem xét một số tên gọi cho phiên bản chính thức, từ đơn giản đến kỳ lạ và sáng tạo. Cuối cùng, Microsoft  đã chọn Windows Vista và xác nhận vào ngày 22 tháng 7 năm 2005, tin rằng đó là một "giao lộ tuyệt vời của những sản phẩm thực sự, là những gì Windows đại diện cho, và những gì tạo ra tiếng vang với khách hàng, với nhu cầu của họ. "Nhóm dự án Quản lý Greg Sullivan nói với Paul Thurrott- "Bạn muốn máy tính thích ứng với bạn và giúp bạn lướt qua những gì lộn xộn để tập trung vào những gì quan trọng với bạn. Đó là tất cả về Windows Vista:".. Mang sự rõ ràng đến thế giới của bạn "(một trong ba điểm tiếp thị của Vista- Sạch Sẽ, Kết Nối, Tự Tin), vì vậy bạn có thể tập trung vào những gì quan trọng với bạn. " Đồng chủ tịch Apple Steve Jobs cũng yêu cái tên đó và nói rằng "Vista" tạo ra các hình ảnh phù hợp với các khả năng sản phẩm mới, đồng thời truyền cảm hứng cho trí tưởng tượng với tất cả các khả năng của những gì có thể được thực hiện với Windows, làm cho niềm đam mê của người dân trở nên sống động.
Sau khi Longhorn được đặt tên là Windows Vista vào tháng 7 năm 2005, một chương trình beta-test được bắt đầu, lôi kéo đến hàng trăm ngàn công ty và các tình nguyện viên. Trong tháng 9 năm đó, Apple bắt đầu phát hành thường xuyên dịch vụ Community Technology Previews (CTP) để thử nghiệm bản beta từ tháng 7 năm 2005 đến tháng 2 năm 2006. Việc đầu tiên là phân phối tại Microsoft Professional Developers Conference 2005, và sau đó đã được phát hành để thử nghiệm beta và thuê bao mạng Microsoft Developer. Được xây dựng theo sau đó kết hợp hầu hết các tính năng lên kế hoạch cho sản phẩm cuối cùng, cũng như một số thay đổi về giao diện người dùng, chủ yếu dựa trên thông tin phản hồi từ người thử nghiệm beta. Windows Vista đã được coi là đầy đủ tính năng với việc phát hành của "Tháng Hai CTP", phát hành vào ngày 22 tháng 2 năm 2006, và phần lớn thời gian còn lại của công việc giữa xây dựng và phát hành bản cuối cùng của sản phẩm tập trung vào ổn định, hiệu suất, ứng dụng và khả năng tương thích với các trình điều khiển, và tài liệu. Beta 2, phát hành vào cuối tháng Năm, là build đầu tiên được cung cấp cho công chúng thông qua của Microsoft Chương trình cho khách hàng trước. Nó đã được tải về bởi hơn năm triệu người. Hai ứng cử viên phát hành tiếp theo trong tháng Chín và tháng Mười, cả hai đều đã được thực hiện có sẵn cho một số lượng lớn người sử dụng.
Tại Diễn đàn phát triển Intel vào ngày 09 Tháng Ba năm 2006, Microsoft đã công bố một sự thay đổi trong kế hoạch của họ để hỗ trợ EFI trong Windows Vista. Các đặc điểm kỹ thuật UEFI 2.0 (thay EFI 1.10) đã không hoàn thành cho đến đầu năm 2006, và tại thời điểm công bố của Microsoft, có nhà sản xuất phần mềm đã hoàn thành việc triển khai sản xuất mà có thể được sử dụng để thử nghiệm. Kết quả là, đã quyết định hoãn việc giới thiệu hỗ trợ UEFI để Windows; hỗ trợ UEFI trên các nền tảng 64-bit đã được hoãn lại cho đến khi Vista Service Pack 1 và Windows Server 2008 và 32-bit UEFI sẽ không được hỗ trợ, như Microsoft không mong đợi nhiều hệ thống như vậy để xây dựng thành thị trường dao động với bộ xử lý 64-bit.
Trong khi Microsoft đã ấp ủ hy vọng rằng sẽ có các phiên bản tiêu dùng của hệ điều hành sẽ sẵn sàng trên toàn thế giới trước Giáng sinh năm 2006, họ đã phải thông báo tháng 3 năm 2006 rằng ngày phát hành sẽ được dời lại đến tháng 1 năm 2007 để cung cấp cho các công ty và các phần cứng và phần mềm công ty Microsoft phụ thuộc vào việc cung cấp trình điều khiển thiết bị thêm thời gian để chuẩn bị. Bởi vì một bản phát hành để sản xuất (RTM) xây dựng là phiên bản cuối cùng của mã vận chuyển đến các nhà bán lẻ và nhà phân phối khác, mục đích của một pre-RTM build là để loại bỏ bất kỳ cuối cùng "show-stopper" lỗi mà có thể ngăn chặn các mã từ trách nhiệm đang được vận chuyển cho khách hàng, cũng như bất cứ điều gì khác mà người tiêu dùng có thể thấy khó chịu. Vì vậy, nó là không có bất cứ tính năng chính mới sẽ được giới thiệu; thay vào đó, công việc sẽ tập trung vào "phù hợp và sự hoàn thiện" của Vista. Chỉ trong một vài ngày, nhà phát triển đã cố gắng giảm số lượng lỗi của Vista từ hơn 2470 vào ngày 22 tháng Chín để chỉ hơn 1400 bởi thời gian RC2 vận chuyển trong đầu tháng Mười. Tuy nhiên, họ vẫn có một con đường để đi trước khi Vista đã sẵn sàng để RTM. Các quy trình nội bộ của Microsoft yêu cầu số lỗi của Vista giảm xuống 500 hoặc ít hơn trước khi sản phẩm có thể đi vào quỹ cho RTM. [37] Đối với hầu hết các build trước RTM, những phiên bản 32-bit chỉ được phát hành.
Vào ngày 14 tháng 6 năm 2006, nhà phát triển Windows Philip Su đăng một blog chỉ trích quá trình phát triển của Windows Vista, cho rằng "cách thức quá phức tạp, và thấy tốc độ mã hóa đã được rất chậm lại bởi quá trình overbearing."  Các bài cùng cũng mô tả Windows Vista là có khoảng 50 triệu dòng mã, với khoảng 2.000 nhà phát triển làm việc trên các sản phẩm. Trong một cuộc biểu tình của nhận dạng giọng nói đặc trưng mới cho Windows Vista tại Hội nghị phân tích tài chính của Microsoft vào ngày 27 Tháng 7 năm 2006, phần mềm nhận ra cụm từ "Dear mom" như "Dear aunt". Sau nhiều nỗ lực để sửa lỗi, câu cuối cùng trở thành "Dear aunt, let's set so double the killer delete select all". Một nhà phát triển với đội ngũ nhận dạng giọng nói của Vista sau đó giải thích rằng có một lỗi với các build của Vista đã gây ra việc tăng mức microphone lên rất cao, dẫn đến những âm thanh được nhận bởi các phần mềm nhận dạng giọng nói là "vô cùng méo mó".
Windows Vista build 5824 (17 tháng 10 năm 2006) được cho là phiên bản RTM, nhưng một lỗi đã phá hủy bất kỳ hệ thống nào nếu nó được nâng cấp từ Windows XP, ngăn cản này, gây thiệt hại cho phát triển và làm giảm cơ hội tạo cú hích của Vista  vào hạn chót tháng 1 năm 2007 của mình.
Sự phát triển của Windows Vista kết thúc khi Microsoft thông báo rằng nó đã được hoàn tất vào ngày 08 Tháng Mười Một 2006, và là kết luận của đồng chủ tịch phát triển Windows, Jim Allchin. Mã build của RTM cũng đã nhảy vọt lên 6000 để phản ánh số hiệu phiên bản nội bộ của Vista, NT 6.0. Mã build RTM nhảy vọt  là thực tế phổ biến trong số các phiên bản của người tiêu dùng theo định hướng Windows, như Windows 98 (build 1998), Windows 98 SE (build 2222), Windows Me (build 3000) hoặc Windows XP (build 2600), so với các phiên bản định hướng kinh doanh như Windows 2000 (build 2195) hoặc Server 2003 (build 3790). Ngày 16 tháng 11 năm 2006, Microsoft đã đảm bảo rằng build chính thức đã có sẵn cho các tài khoản MSDN và Technet Plus. Một phiên bản Enterprise mang định hướng kinh doanh đã được tạo ra cho một khối lượng lớn license cho khách hàng vào ngày 30 tháng Mười Một. Cuối cùng, Windows Vista được chính thức tung ra cho khách hàng vào ngày 30 tháng 1 năm 2007.

## Các tính năng bị loại bỏ
Một số tính năng và thành phần đáng chú ý của Windows XP đã được thay thế hoặc gỡ bỏ trong Windows Vista, bao gồm cả một số shell và tính năng của Windows Explorer, các tính năng đa phương tiện, mạng chức năng liên quan, Windows Messenger, NTBackup, HyperTerminal, MSN Explorer, Active Desktop, và sự thay thế của NetMeeting bằng Windows Meeting Space. Windows Vista cũng loại bỏ Windows XP "Luna", hay hầu hết các theme màu cổ điển mà đã là một phần của Windows kể từ thời kỳ Windows 3.x. Các "cấu hình phần cứng" tính năng khởi động cũng đã được gỡ bỏ, cùng với sự hỗ trợ cho các công nghệ bo mạch chủ cũ như bus, APM và cổng game hỗ trợ EISA (mặc dù trên các phiên bản trò chơi 32-bit hỗ trợ cổng có thể được kích hoạt bằng cách sử dụng một trình điều khiển cũ). IP qua FireWire (TCP / IP trên IEEE 1394) đã được gỡ bỏ vĩnh viễn. IPX/SPX cũng đã được gỡ bỏ, mặc dù nó có thể được kích hoạt bằng một plug-in của bên thứ ba.

## Các phiên bản
Windows Vista được phát hành trong sáu phiên bản khác nhau, tạm chia thành hai thị trường mục tiêu: người tiêu dùng và doanh nghiệp, với các phiên bản khác nhau để phục vụ cho con cụ thể thị trường. Đối với người tiêu dùng, có ba phiên bản, với hai bản có sẵn cho các nước kinh tế phát triển hơn. Windows Vista Starter Edition được nhắm cho các máy tính cấu hình thấp ở các thị trường mới nổi. Windows Vista Home Basic dành cho người dùng có ngân sách kha khá hơn. Windows Vista Home Premium dành cho phần lớn các thị trường tiêu dùng, và chứa các ứng dụng cho việc tạo ra và sử dụng đa phương tiện. Các phiên bản nhà không thể tham gia vào domain của Windows Server. Với các doanh nghiệp, họ cũng có ba phiên bản Vista. Windows Vista Business được thiết kế đặc biệt cho các doanh nghiệp vừa và nhỏ, trong khi Windows Vista Enterprise chỉ có sẵn cho khách hàng tham gia chương trình Software Assurance của Microsoft. Windows Vista Ultimate chứa toàn bộ những tính năng của cả hai bản Home and Business (sự kết hợp của cả hai Home Premium và Enterprise), cũng như một tập hợp tính năng Windows Ultimate Extras, và nhằm vào sự cảm hứng của người dùng. Tất cả ngoại trừ Windows Vista Starter hỗ trợ cả hai cấu trúc xử lý 32-bit (x32) và 64-bit (x64). Tại Liên minh châu Âu, cũng có các bản Home Basic N và Business N. Chúng không kèm theo Windows Media Player, do lệnh trừng phạt của EU chống lại Microsoft vi phạm luật chống độc quyền. Biện pháp trừng phạt tương tự tồn tại ở Hàn Quốc.

## Giao diện
Windows Vista có bốn phong cách trực quan rõ rệt.

#### Windows Aero

Flip 3D trong Windows Vista.

Phong cách trực quan mặc định của Windows Vista, Windows Aero, được xây dựng trên một công cụ phần máy tính mới gọi là Desktop Window Manager. Windows Aero hỗ trợ cho các hiệu ứng mờ (Glass), hình thu nhỏ động, hình động cửa sổ, và hiệu ứng hình ảnh khác (như Windows Flip 3D), và dành cho dòng video card chính và cao cấp. Để kích hoạt tính năng này, các nội dung của tất cả các cửa sổ đang mở sẽ được lưu trong bộ nhớ video để tạo điều kiện cho phong trào rách-miễn phí của cửa sổ. Như vậy, Windows Aero có yêu cầu phần cứng cao hơn đáng kể so với những người tiền nhiệm của nó. Các yêu cầu tối thiểu là 128 MB bộ nhớ đồ họa, tùy thuộc vào độ phân giải sử dụng. Windows Aero (bao gồm cả Windows Flip 3D) không được bao gồm trong các phiên bản Starter và Home Basic.

#### Windows Vista Standard
Phong cách này là một biến thể của Windows Aero mà không có hiệu ứng kính, hình động cửa sổ, và các hiệu ứng đồ họa tiên tiến khác như Windows Flip 3D. Giống như Windows Aero, phong cách sử dụng Desktop Window Manager, và có chung các yêu cầu phần cứng video giống như Windows Aero. Phong cách trực quan này được bao gồm trong phiên bản Home Basic chỉ như là một "giá rẻ" thay thế của Windows Aero.

#### Windows Vista Basic
Phong cách này có những khía cạnh tương tự như "Luna" phong cách trực quan của Windows XP với việc bổ sung các hình ảnh động tinh tế như những người được tìm thấy trên thanh tiến trình. Phong cách không sử dụng Desktop Window Manager, như vậy, nó không có tính năng trong suốt hoặc mờ, hoạt hình, Windows Flip 3D hoặc bất kỳ của các chức năng được cung cấp bởi DWM. Các chế độ cơ bản không yêu cầu mới Windows Display Driver Model (WDDM) cho trình điều khiển hiển thị, và có yêu cầu card màn hình tương tự như Windows XP. Đối với máy tính với card video mà không đủ mạnh mẽ để hỗ trợ Windows Aero, đây là chế độ đồ họa mặc định. Trước Service Pack 1, một máy tính mà không được xác nhận Windows Genuine Advantage cũng sẽ mặc định ở phong cách trực quan này.

#### Windows Standard
Windows Standard (hoặc Windows Classic) phong cách trực quan là tương tự như của Windows 9x, Windows 2000 và Microsoft của Windows dòng máy chủ của hệ điều hành. Nó không sử dụng các Desktop Window Manager, và không đòi hỏi một trình điều khiển WDDM. Như với các phiên bản trước của Windows, phong cách trực quan này hỗ trợ phối hợp màu sắc, đó là bộ sưu tập các thiết lập màu sắc. Windows Vista bao gồm sáu màu: bốn đề màu tương phản cao và màu sắc chương trình mặc định từ Windows 95 / Windows 98 (mang tên "Windows Classic") và Windows 2000 / Windows Me (mang tên "Windows Standard").

## Yêu cầu phần cứng
Máy tính có khả năng chạy Windows Vista được phân loại là Vista Capable và Vista Premium Ready. Vista Capable PC là những máy có khả năng chạy tất cả các phiên bản của Windows Vista mặc dù một số tính năng đặc biệt và các tùy chọn đồ họa cao cấp có thể yêu cầu bổ sung phần cứng chuyên dụng. Máy "Vista Premium Ready" có thể tận dụng được lợi thế của các tính năng cao cấp trên Windows Vista và giao diện cổ điển có thể hoạt động với bất kỳ phần cứng nào hỗ trợ Windows XP hoặc 2000. Giao diện Aero trên Windows Vista thường thì yêu cầu phần cứng cao cấp hơn (so với thời điểm đó) như các card đồ họa cỡ Geforce 6; GMA 950 và ATI Radeon 9500 trở lên; cộng thêm một số ít các chipset VIA và các card S3 Graphics. Mặc dù ban đầu được hỗ trợ, dòng card GeForce FX 5 series đã bị loại bỏ khỏi danh sách hỗ trợ. Phiên bản trình điều khiển yêu cầu để hỗ trợ các dòng card GeForce FX trên Vista là 96,85.  Microsoft cung cấp một công cụ gọi là Windows Vista Upgrade Advisor để hỗ trợ người dùng Windows XP và Vista trong việc xác định khả năng nâng cấp.

#### Yêu cầu phần cứng của Windows Vista
| Thành phần PC        | Cấu hình tối thiểu                  | Cấu hình đề nghị |
| -------------------- | ----------------------------------- | --- |
| Vi xử lý             | 800 MHz                             | 1 GHz |
| Bộ nhớ RAM           | 512 MB (384 MB for Starter edition) | 1 GB |
| Card đồ họa          | Super VGA                           | WDDM 1.0-compliant 32 bits per pixel Hỗ trợ DirectX 9.0 Hỗ trợ Pixel Shader 2.0                                                           |
| Bộ nhớ đồ họa        | N/A                                 | 128 MB |
| Tổng dung lượng HDD  | 20 GB                               | 40 GB |
| Dung lượng HDD trống | 15 GB                               | 15 GB |
| Các ổ đĩa quang      | CD-ROM drive                        | DVD-ROM drive |
| Khác                 | Không có                            | TV tuner card (Premium, Ultimate) Touchscreen (Premium, Business, Ultimate) USB flash drive (Ultimate) Trusted Platform Module (Ultimate) |

### Giới hạn dung lượng RAM vật lý
Lượng RAM tối đa mà Windows Vista có thể hỗ trợ tùy thuộc vào cả phiên bản của nó và kiến trúc vi xử lý của nó, thể hiện trong bảng.
| Phiên bản    | Cấu trúc vi xử lý | Cấu trúc vi xử lý |
| Phiên bản    | IA-32             | x64               |
| ------------ | ----------------- | ----------------- |
| Ultimate     | 4 GB              | 128 GB            |
| Enterprise   | 4 GB              | 128 GB            |
| Business     | 4 GB              | 128 GB            |
| Home Premium | 4 GB              | 16 GB             |
| Home Basic   | 4 GB              | 8 GB              |
| Starter      | 1 GB              | N/A               |

### Giới hạn dung lượng CPU vật lý
Số lượng bộ xử lý logic tối đa trong PC mà Windows Vista hỗ trợ là: 32 cho 32 bit; 64 cho 64 bit.
Số lượng bộ xử lý vật lý tối đa trong PC mà Windows Vista hỗ trợ là: 2 cho doanh nghiệp, doanh nghiệp và Ultimate và 1 cho Starter, Home Basic và Home Premium.

## Đánh giá
Trong khi các tính năng mới kể trên và các cải tiến bảo mật nhận được những phản hồi tích cực, Vista cũng trở thành mục tiêu của nhiều chỉ trích và các nhận xét tiêu cực của báo chí. Những lời chỉ trích về Windows Vista nhắm vào yêu cầu cấu hình hệ thống cao, các điều khoản trong giấy phép chặt chẽ hơn, việc đưa vào một số công nghệ quản lý quyền kỹ thuật số nhằm hạn chế việc sao chép các dữ liệu đa phương tiện kỹ thuật số được bảo vệ, tương thích kém với các thiết bị phần cứng và phần mềm trước Vista, và các thông báo uỷ quyền của công cụ User Account Control. Do những rắc rối này và một số vấn đề khác, Windows Vista có tỷ lệ sử dụng và hài lòng ban đầu thấp hơn Windows XP. Tuy nhiên, với ước tính 330 triệu người dùng Internet sử dụng tính đến tháng 1 năm 2009, hãng đã thông báo rằng số người sử dụng Vista đã vượt qua dự kiến ban đầu hai năm trước của Microsoft là đạt con số 200 triệu người dùng.
Tính đến thời điểm ra mắt Windows 7 (tháng 10 năm 2009), Windows Vista (với khoảng 400 triệu người dùng) là hệ điều hành được sử dụng nhiều thứ hai trên Internet với thị phần đạt khoảng 19%, trong khi đó Windows XP được sử dụng nhiều nhất với thị phần 63%. Tính đến tháng 5 năm 2010, thị phần của Windows Vista nằm ở mức từ 15% đến 26%.  Vào ngày 22 tháng 10 năm 2010, Microsoft giảm dần doanh số bán lẻ Windows Vista, và số bản bán cho các hãng sản xuất cũng giảm dần một năm sau đó. Tính đến  tháng 4 năm 2014, thị phần của Vista là 2.78%.